# Bevistalan
Bevistalan innebär i Sverige att åklagare för en talan i domstol enligt en gärningsbeskrivning där de påstår att en person gjort sig skyldig till ett brott. De åberopar bevisning för att personen begått brottet och sedan prövar rätten om personen begått den här gärningen eller inte. Bevistalan kan bara lämnas in på begäran av socialnämnd, Socialstyrelsen eller ett barns vårdnadshavare.
När barn under 15 år (underårig) misstänks ha begått ett grovt brott med en särskild hänsynslöshet, kan bevistalan användas i en domstol för att klargöra hur brottet gått till. Det utdelas då inget straff eller annan påföljd, utan avsikten är endast att bedöma om ett barn verkligen har begått det allvarliga brottet. 
Bevistalan är mycket sällsynt, lagstiftaren har gjort tydligt att detta bara används undantagsvis.